# جيولي ألاسانيا
جيولي ألاسانيا (ولدت في 11 نوفمبر 1946 في تبليسي) هي مؤرخة جورجية وشخصية عامة. تخرجت من كلية الدراسات الشرقية بجامعة تبليسي الحكومية (1969) وفي عام 1973 حصلت على درجة الدكتوراه. درجة في التاريخ. في عام 1987 حصلت على درجة الدكتوراه في العلوم التاريخية.
هي والدة الرئيس الثالث لجورجيا، ميخائيل ساكاشفيلي.
كانت رئيسة قسم تاريخ الأخلاقيات، 1989-2006 ، أستاذة بجامعة تبليسي الحكومية (منذ عام 1990) ، ونائبة رئيس الجامعة الدولية للبحر الأسود (2000-2014) ، و مؤسس ورئيس جامعة جورجيا (منذ عام 2004).
مدير أبحاث في الجامعة الأمريكية، مركز الجريمة عبر الوطنية والفساد (2005-2008) ، زمالة في جامعة ميسيسيبي (1996) ، زمالة في جامعة ميريلاند، كوليدج بارك في مركز التنمية الدولية وإدارة النزاعات (1996-1996) ) ، الفدرالية في جامعة أوروبا الوسطى (CEU) (2000) ، ميسرة برنامج مبادئ المدرسة (الشركاء في التعليم) التي نظمتها آي أس تي آر، واشنطن العاصمة بوزمان (مونتانا) (2003).
تشمل منشوراتها 130 ورقة و 10 دراسات في تاريخ جورجيا والقوقاز، وتاريخ الشرق الأوسط، وتاريخ الأتراك وتركيا، وعلاقات الجورجيين والأتراك، وتاريخ الثقافة الجورجية، والوطنية الذاتية. -determination.
وهي عضوة في الأكاديمية الوطنية الجورجية للعلوم، وهي عضو في هيئة تحرير آسيا الوسطى والقوقاز (السويد) ؛ عضو مجلس إدارة مؤسسة رومولادو ديل بيانكو.
الجوائز: جائزة العلماء الشباب (1980) ، جائزة المساهمات في الدراسات التركية. المجتمع اللغوي التركي (2004) ، «الجناح الذهبي» (2007) ، للمساهمات في الثقافة التركية (2012) ، جائزة I Javakhishvili للأكاديمية الجورجية للعلوم (2012) ، ميدالية مؤسسة ديل بيانكو (2013).
قامت بتنظيم عدد من المؤتمرات الدولية وشاركت في مجال العلوم الدولية.